# 星宮神社 (郡上市)

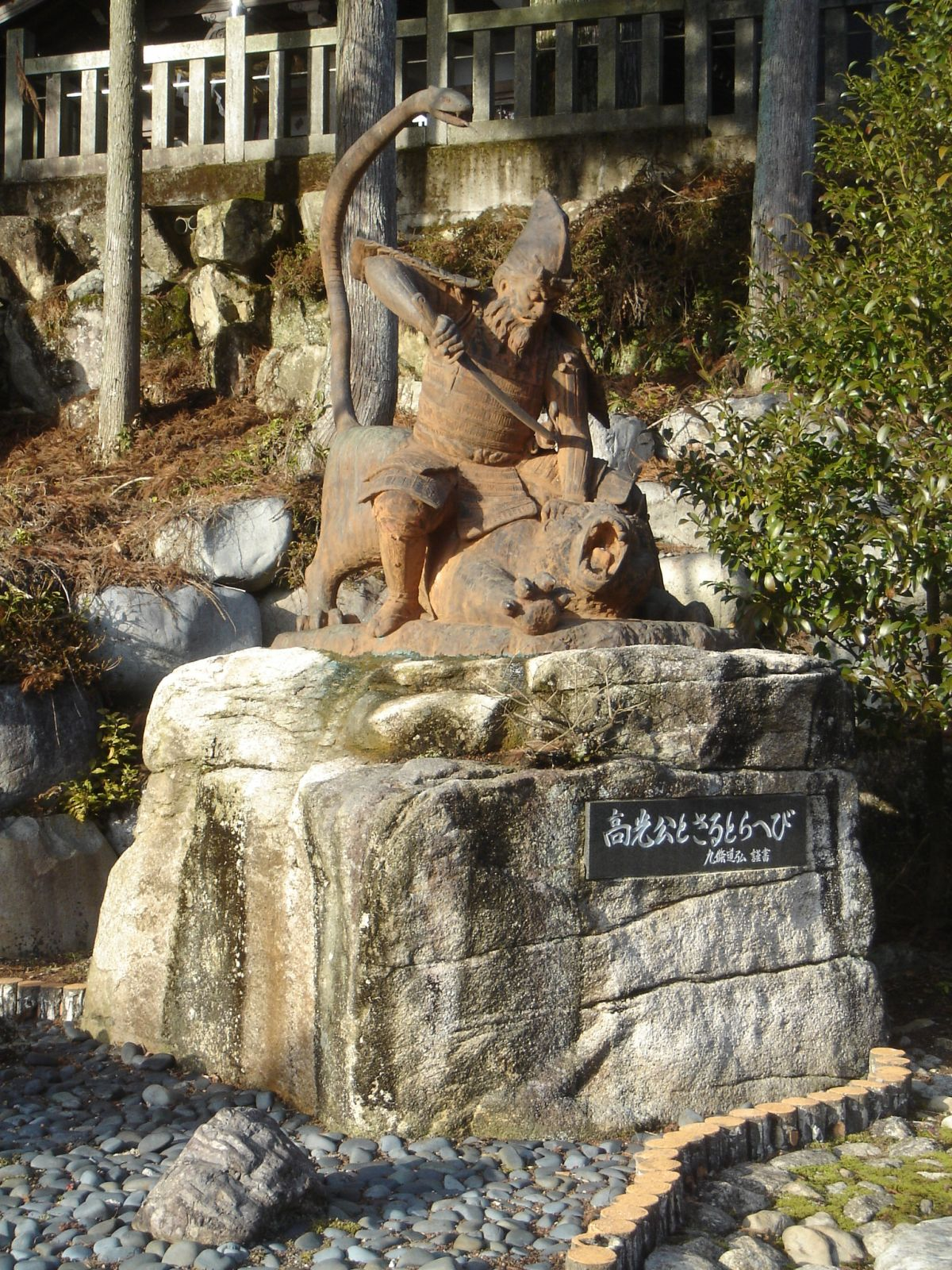
岐阜県関市の高賀神社にある「高光公とさるとらへび」の像

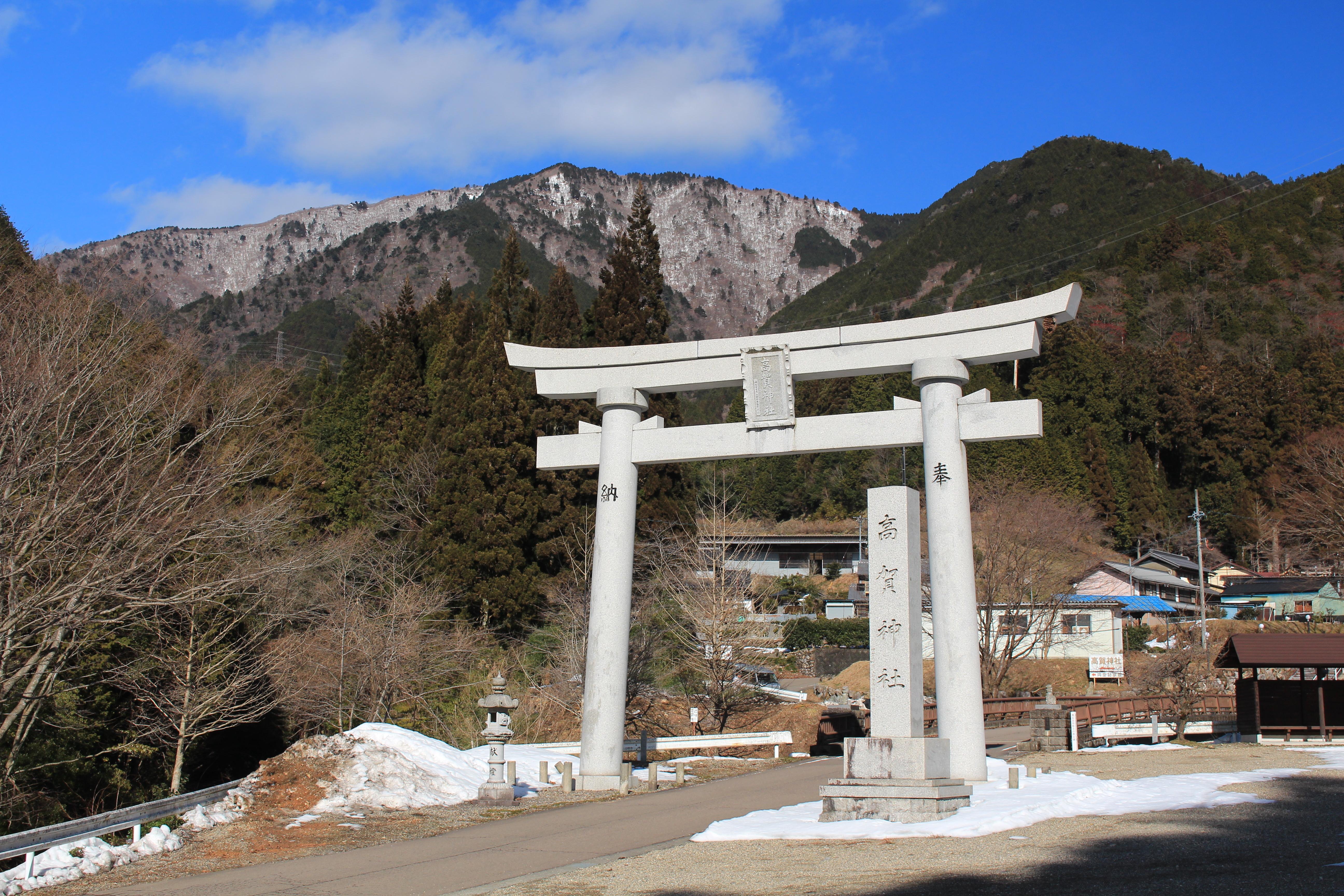
山麓から望む高賀神社の鳥居と高賀山

星宮神社（ほしのみやじんじゃ）は、岐阜県郡上市美並町高砂にある神社。『高賀山信仰』における中心となる社(高賀山六社)の一社である。

## 概要
高賀山を囲む高賀山六社の一社。粥川谷（長良川支流）にある。
神体が仏像（虚空蔵菩薩）であることや、平安時代 - 鎌倉時代の懸仏があるなど、廃仏毀釈以前の神仏習合の形が残っている。
かつて別当寺であった粥川寺は、円空ゆかりの寺であり、雑役のかたわら経文や手習いを教えられた場所と伝えられる（ただし、円空の出生地については諸説ある）。
近くの粥川谷（矢納ケ渕）の水は岐阜県の名水50選に指定されている。また、「粥川ウナギ生息地」は大正13年（1924年）に国の天然記念物に指定されている。

## 祭神
- 明星天子
  - 実際の神体は虚空蔵菩薩である。

## 沿革
社伝によると、天暦年間（947年 - 957年）、この地に妖怪さるとらへびが住み付き、村人に危害を加えているのを聞いた朝廷は、藤原高光をこの地に遣わせ、妖怪を退治したという（承平3年（933年）の説もあるが、藤原高光の生誕年との矛盾がある）。この時、高賀山大本神宮大行事神社（現・高賀神社）を再建し、七昼夜妖怪退治の祈願をしたという。その後、高賀山麓の六ヶ所に神社（高賀六社）を建立したとされている。星宮神社はこの高賀六社の一つとして創建された。伝説によると、藤原高光がこの辺りまできたときに、道がわからなくなってしまったが、粥川谷の鰻が正しい道を教えたことにより、無事さるとらへびを退治したという。また、藤原高光に善貴星という神が粥を施した地とされる。その後の粥川は鰻を食することも、採ることも禁止となった。「粥川ウナギ生息地」は大正13年（1924年）に国の天然記念物に指定されている。粥川中流域には藤原高光が用いた矢を納めたと伝わる矢納ヶ渕がある。
平安時代後期以降は神仏習合により独自の信仰形態をとっていた。現在の建物は、享保12年（1727年）以降の再建である。

## 主な文化財
- 大般若経 巻第百十三残巻（天暦七年錦村主実貫願経）（重要文化財）[2]
- 紙本墨書大般若波羅蜜多経巻（岐阜県指定重要文化財）[3]
- 木造虚空蔵菩薩坐像（寄木造　鎌倉時代末期 - 室町時代）
- 蔵王権現像（鎌倉時代末期）
- 薬師如来像（平安時代末期）
- 観音菩薩像（平安時代末期）
- 懸仏：39面 など

なお上記の文化財の拝観は関係者以外は不可。

## 高賀山六社
高賀山を主峰とした山（瓢ケ岳、今渕ケ岳、片知山など）の山麓にあり、高賀山を囲む6つの神社。かつては六社めぐりという、この六つの社を尾根伝いに一日で歩いて巡る苦行が存在した。
- 高賀神社（岐阜県関市）
- 那比新宮神社（岐阜県郡上市）
- 那比本宮神社（岐阜県郡上市）
- 星宮神社（岐阜県郡上市）
- 瀧神社（岐阜県美濃市）
- 金峰神社（岐阜県美濃市）

## 交通
- 長良川鉄道越美南線 美並苅安駅より約7km。
- 東海北陸自動車道 美並ICより約10km。
  - 岐阜県道315号白山内ヶ谷線を西へ。

## その他
粥川地区の氏子は、粥川谷の鰻を捕まえたり食したりすることを禁忌としている。これは粥川谷の鰻が藤原高光に正しい道を教えたことにより、さるとらへびを退治できたことから、鰻が星宮（明星天子）の使いとされていたからである。やがて明星天子と虚空蔵菩薩が同一とされ、鰻は虚空蔵菩薩の使いとなり、この地域独自の民間信仰となっている。他に牛返し岩より上では牛を飼わないということも、虚空蔵菩薩信仰の影響という（虚空蔵菩薩は丑年の干支守であることから）
粥川地区の氏子の多くは、粥川谷の鰻以外の鰻も食べないという。「土用丑の日に鰻を食べない地域」として話題になることもある。
左鎌の奉納が行われている。これは双生児の場合は一方が左遣いとされており、双生児の大碓命と小碓命のうち大碓命が左遣いであったことに由来する（大碓命は美濃国を開拓したと伝えられている）。所願の成就を祈る時に左鎌を奉納していた。かつては鎌を板壁に突き刺していたが、現在は左鎌が描かれた絵馬になっている。